# Hediste diversicolor
Hediste diversicolor — вид багатощетинкових кільчастих червів з родини нереїд (Nereidae).

## Поширення
Вид поширений в літоральній зоні Північної Атлантики. Його можна спостерігати у мулі та піску на пляжах та узбережжі на сході США та Європи. Вид також поширений у Середземному, Чорному, Азовському та Балтійському та Каспійському морях.
В Україні поширений вздовж узбережжя Чорного та Азовського морів. Згідно з спостереженням з 1950-х років, відмічається суттєве збільшення біомаси виду.

## Опис

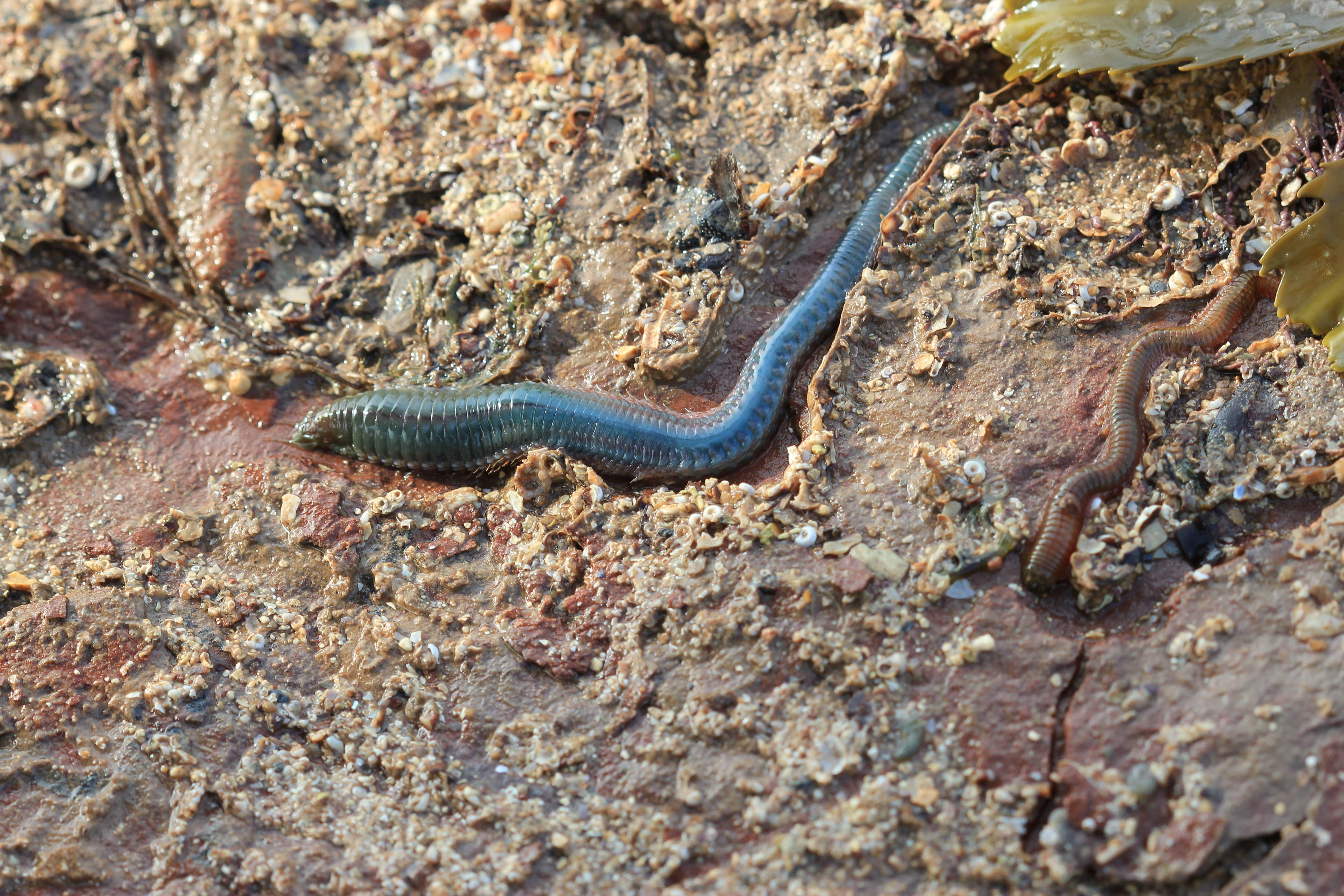
Hediste diversicolor (ліворуч) та Alitta virens (праворуч)

Hediste diversicolor сягає до 10 см завдовжки. Тіло складається з 90-120 сегментів. Голова має пару пальп, дві пари антен, чотири пари щупалець і четверо очей. У кожному сегменті тіла є пара придатків, які використовуються для ходьби та плавання. Забарвлення тіла світло-коричневе, змінюється на зелене у сезон розмноження, що пов'язано з дозріванням гонад.

## Спосіб життя
Мешкає в прибережній смузі на мулистих та мулисто-піщаних ґрунтах, але окремі екземпляри зустрічаються на глибині 80–90 м. Може траплятися у прісній воді (лиманах, естуаріях), але для розмноження здійснює міграції у солоні води. Всеїдний вид. В основному, Hediste diversicolor живиться детритом, з якого відфільтровує органічні часточки, проте може поповнити раціон планктоном, падлом і дрібними безхребетними.